# 고물

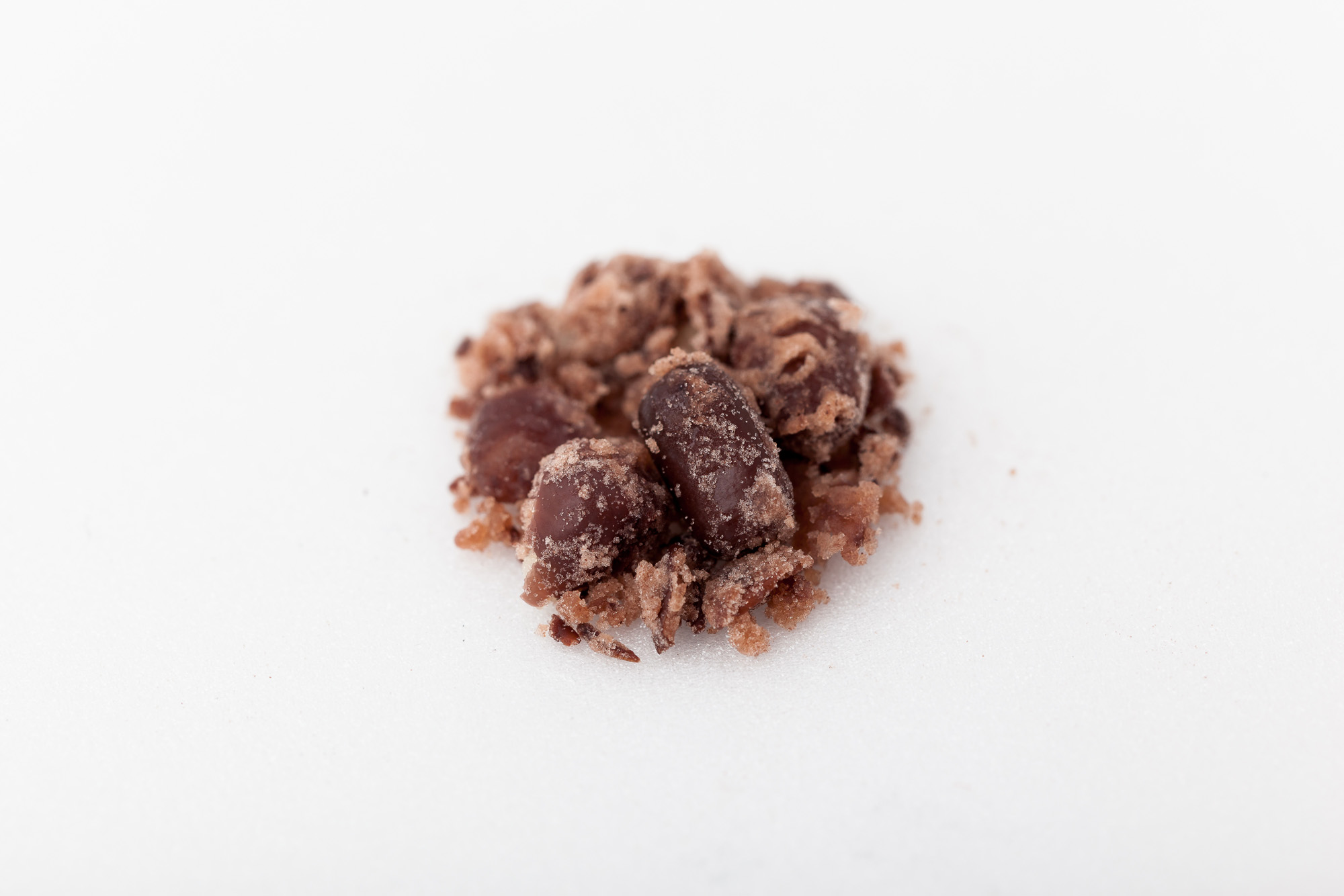
팥고물

고물(문화어: 보숭이)은 인절미, 단자, 경단 등의 겉에 묻히거나 시루떡의 켜와 켜 사이에 얹는 가루이다. 콩, 팥, 녹두, 참깨 등으로 만든다.

## 사진 갤러리

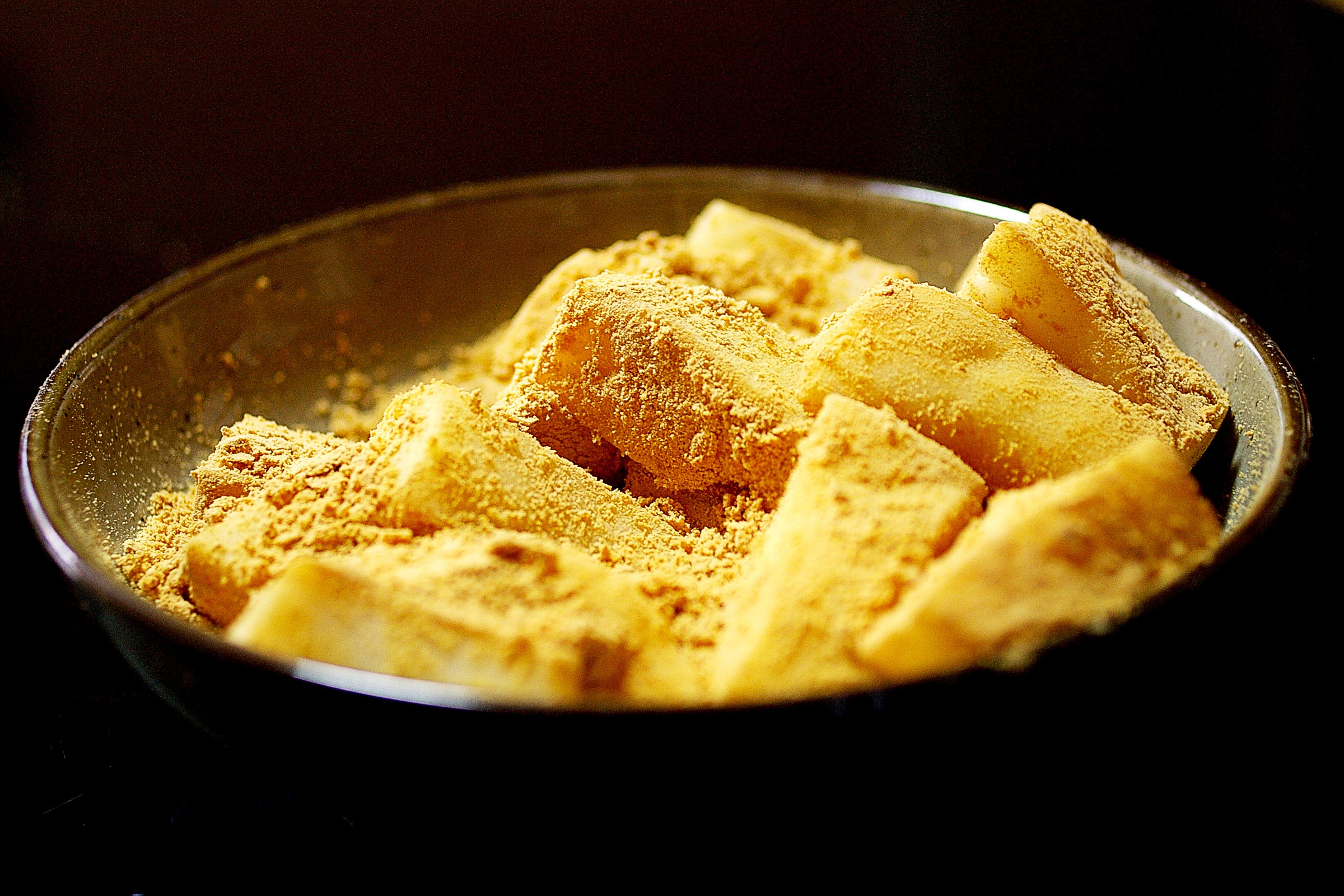
콩고물을 묻힌 인절미
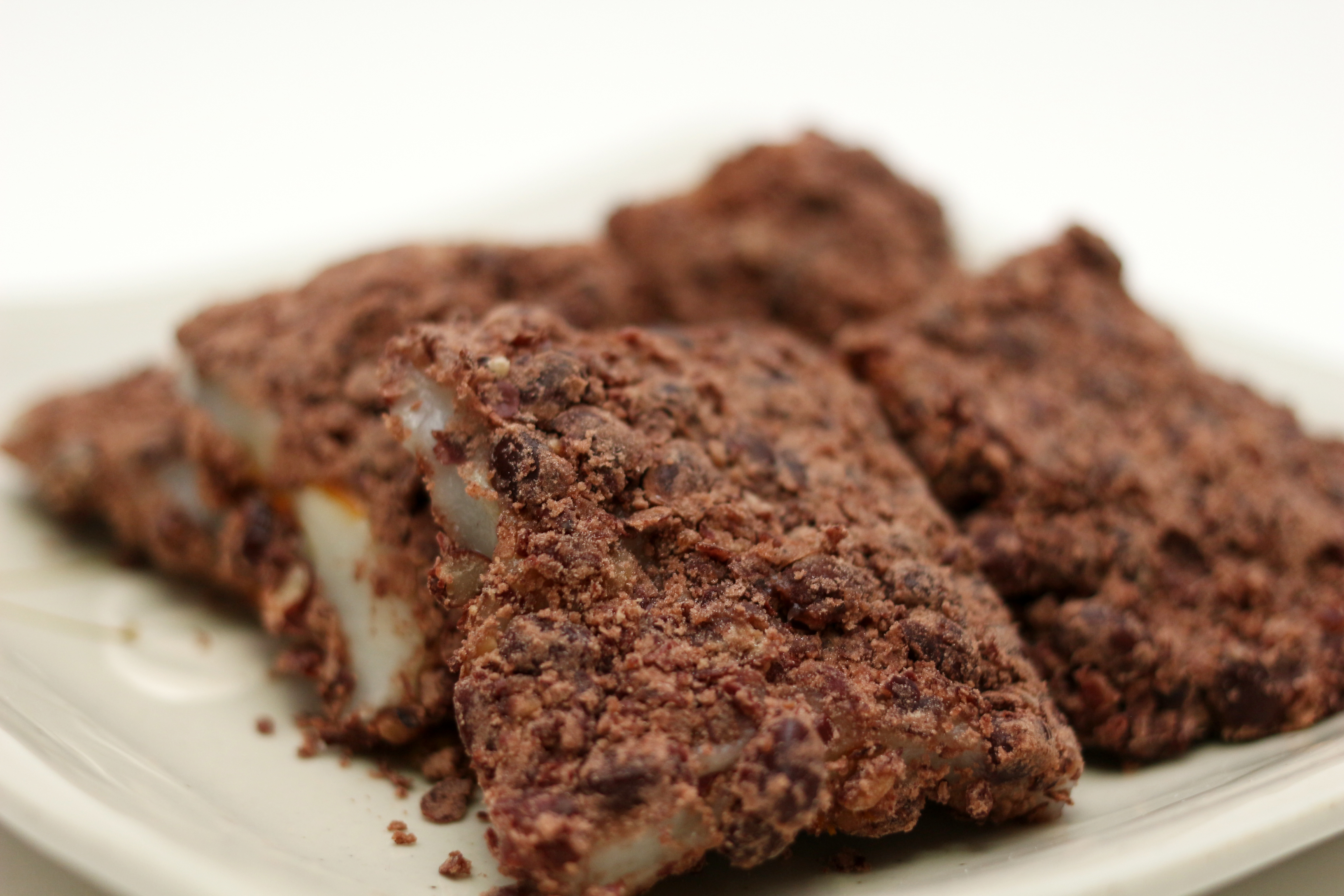
팥고물을 얹은 시루떡
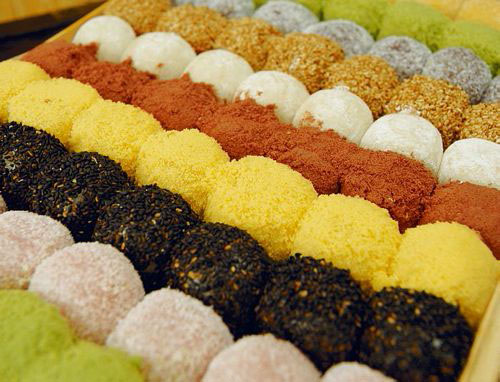
여러 가지 고물을 묻힌 경단
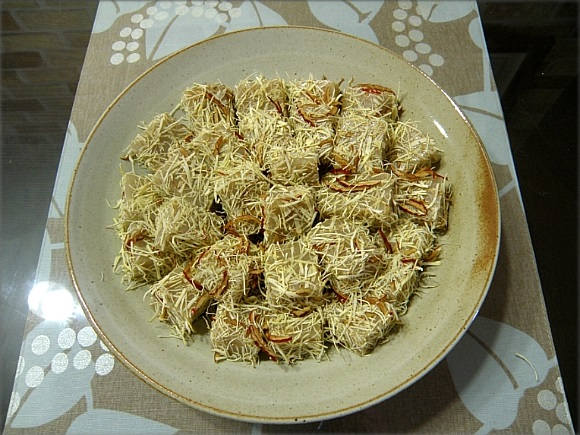
밤고물을 묻힌 단자
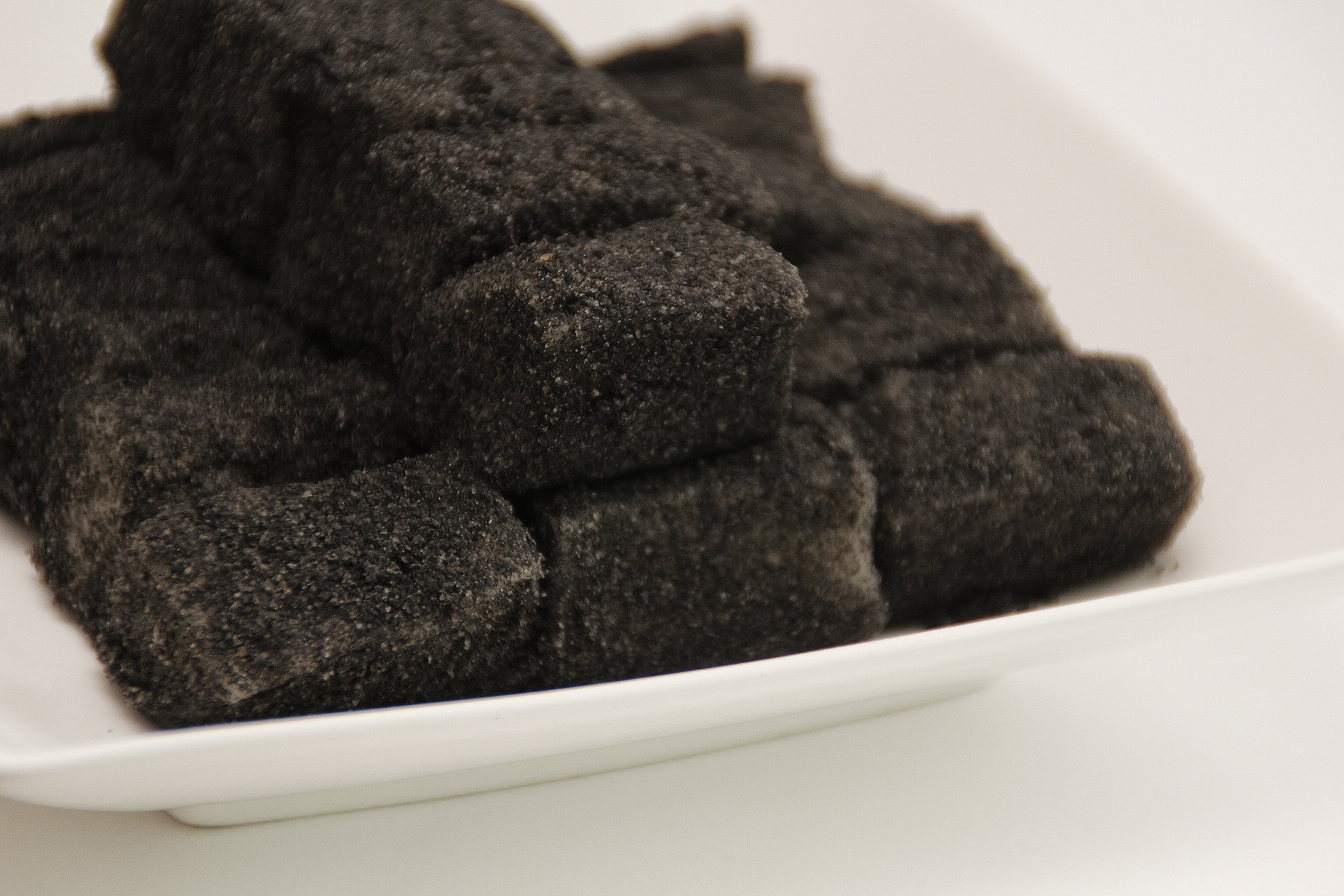
검은깨고물을 묻힌 인절미
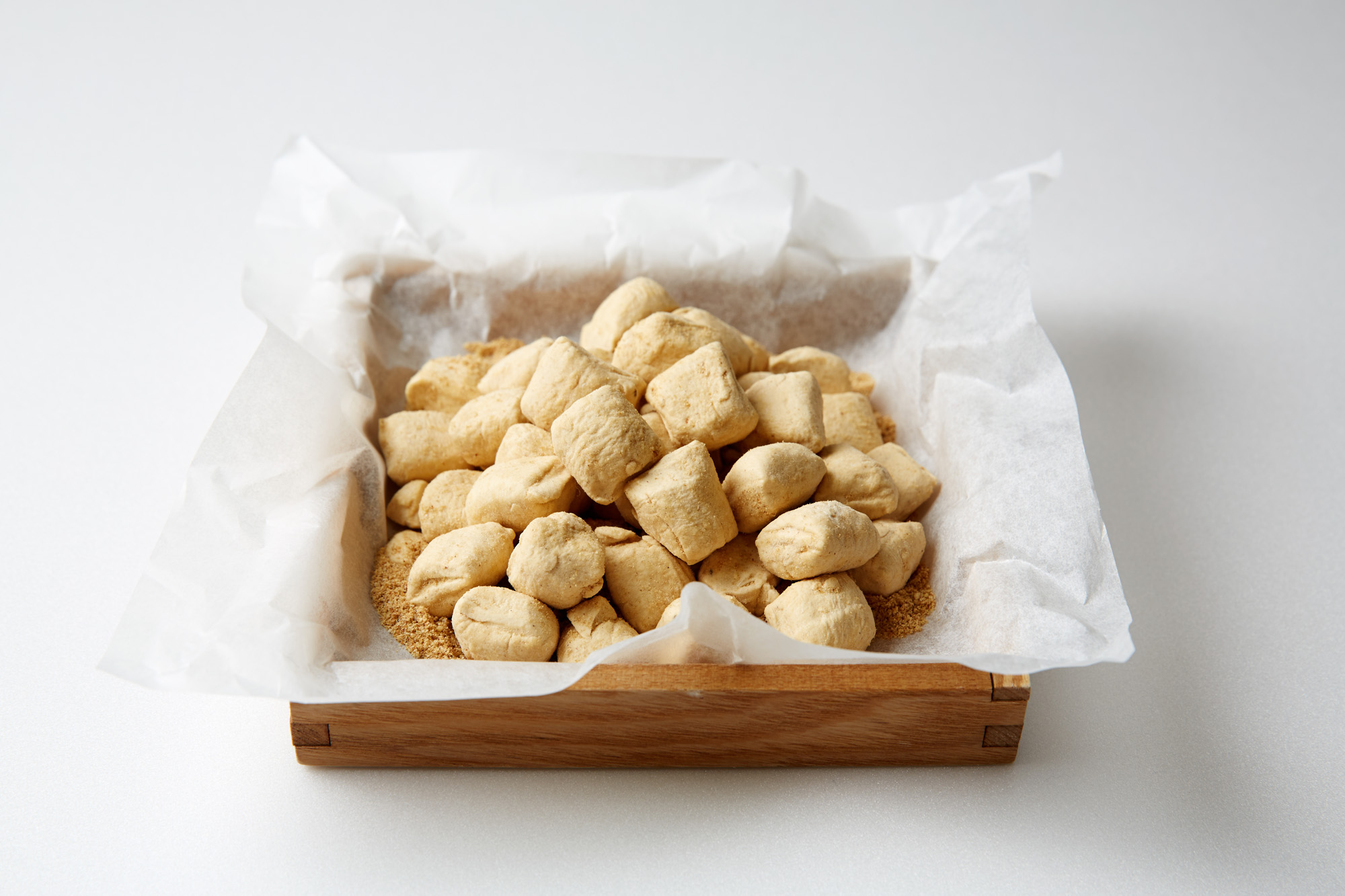
콩고물을 묻힌 엿
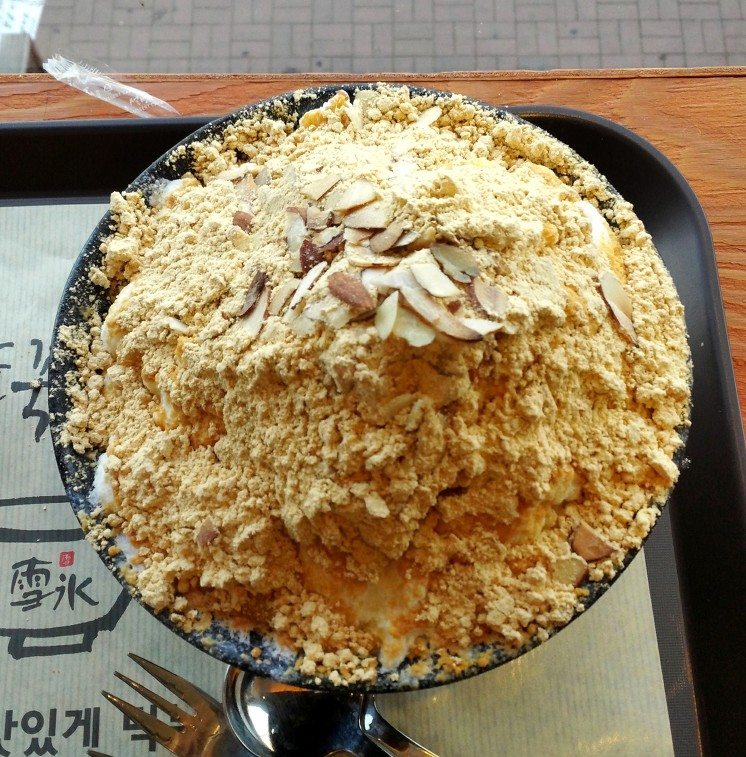
콩고물을 얹은 인절미 빙수

## 같이 보기
- 가니시
- 고명
- 웃기